# Mitchell Cheah
Mitchell Cheah Min Jie (Kuala Lumpur, 29 maart 1998) is een Maleisisch autocoureur.

## Carrière
Cheah begon zijn autosportcarrière in het karting, waarin hij tot 2014 actief bleef. Dat jaar maakte hij tevens zijn debuut in het formuleracing, waarin hij in de Aziatische Formule Renault uitkwam voor het Asia Racing Team tijdens het raceweekend op het Sepang International Circuit. Hij reed in de Aziatische klasse, waarin hij twee podiumfinishes behaalde. Dit was voldoende om aan het eind van het seizoen met 40 punten als vijfde in het klassement te eindigen.
In 2015 maakte Cheah de overstap naar de touring cars, waarin hij in de Malaysian Championship Series een race won in de 2000cc-klasse. In 2016 bleef hij actief in deze klasse en won hij opnieuw een race; tevens werd hij tweede in het kampioenschap. In 2017 won hij twee races in het kampioenschap en behaalde hij nog vier andere podiumplaatsen, waardoor hij tot kampioen gekroond werd. Dat jaar reed hij ook in het Malaysia Speed Festival, waarin hij twee zeges behaalde, en de VIOS Challenge, waar hij een overwinning boekte.
In 2018 begon Cheah het seizoen in het Zuidoost-Aziatisch Formule 4-kampioenschap, waarin hij uitkwam in het raceweekend op Sepang. Hij won een race en stond in de overige vijf races nog een keer op het podium, waardoor hij met 85 punten dertiende werd in de eindstand. Vervolgens debuteerde hij in de TCR Asia Series, waarin hij voor het Liqui Moly Team Engstler in een Volkswagen Golf GTI TCR reed. Hij won twee races op Sepang en het Chang International Circuit en stond in vijf andere races op het podium. Met 173 punten werd hij achter zijn teamgenoot Luca Engstler tweede in het klassement. Aan het eind van het jaar nam hij deel aan de FIA GT Nations Cup, gehouden op het Bahrain International Circuit. Voor zijn nationale team werd hij met Zen Low in een Audi R8 LMS achtste in het evenement.
In 2019 begon Cheah het jaar in het TCR Malaysia Touring Car Championship, waarin hij voor Engstler in het laatste raceweekend op Sepang reed. Hij werd eerste en tweede in de races, wat genoeg was om met 48 punten vierde te worden in het klassement. Aansluitend maakte hij de overstap naar Europa, waar hij voor het Volkswagen Team Oettinger in het ADAC TCR Germany Touring Car Championship uitkwam. Hij behaalde een podiumplaats op de Red Bull Ring en hij werd met 171 punten elfde in het kampioenschap. Aan het eind van het seizoen reed hij in het laatste raceweekend van de World Touring Car Cup op Sepang voor Engstler in een Hyundai i30 N TCR als gastcoureur en finishte de races respectievelijk als negentiende, zestiende en negentiende.
In 2020 reed Cheah opnieuw in het laatste raceweekend van de TCR Malaysia op Sepang bij Engstler. Hij eindigde beide races als derde, waardoor hij met 33 punten achtste werd in de eindstand. In de rest van het jaar waren zijn plannen verstoord door de coronapandemie, maar reed hij wel in een raceweekend van de ADAC TCR Germany bij Engstler op de Red Bull Ring. Hij behaalde pole position en werd tweede in de race, waardoor hij met 23 punten twaalfde werd in de eindstand. Aan het eind van het jaar keerde hij terug in de World Touring Car Cup bij Engstler in het laatste raceweekend op het Motorland Aragón. Met een dertiende plaats in de tweede race scoorde hij vier punten, waarmee hij op plaats 22 in het klassement eindigde.